# Фріульський рух
Фріульський рух (фріул. Moviment Friûl; італ. Movimento Friuli ; MF) — регіональна політична партія у Фріулі, Італія.
Партія, заснована в 1966 році, продовжує діяти, але втратила значення. Більшість її колишніх членів, зокрема Роберто Вісентін, П'єтро Фонтаніні, Серджіо Чекотті, Рінальдо Боско та Алессандра Гуерра, залишили, щоб приєднатися до Ліги Фріулі-Венеція Джулія, яка була сформована в 1990—1991 роках. На сьогодні партія малоорганізована і зазвичай не бере участі у виборах.

## Історія
У 1966 році група фріульських націоналістів на чолі з Джино ді Капоріакко, Фаусто Скіаві та Коррадо Чекотто, які скористалися переконаною підтримкою частини католицького духовенства, започаткували Фріульський рух, щоб представляти фріульську автономію в новоутвореній автономній області. Фріулі-Венеція-Джулія, складається з Фріулі та Венеції-Джулії.
Партія була представлена в Регіональній раді Фріулі-Венеція-Джулія з 1968 по 1993 рік і знову з 1998 по 2003 рік. Його найкращий виборчий результат був на регіональних виборах 1968 року (перших після заснування), коли МФ отримав 5,1 % голосів (понад 10 % у провінції Удіне, особливо в Карнії) і трьох регіональних радників. У 1980-х роках партія зазнала зниження кількості голосів, і пізніше її замінила Ліга Північної Фріулі, яка була набагато успішнішою.
На регіональних виборах 2003 року МФ зовнішньо підтримав кандидатуру Алессандри Гуерра на пост президента, а через п'ять років підтримав лівоцентристського чинного президента Ріккардо Іллі. В обох випадках кандидат, якого підтримував ФР, зазнав поразки. У 1998 році партія під прапором «Фріульського союзу» отримала 3,6 % і одне місце.
З 1992 року партію очолюють Марко Де Агостіні (секретар) і Адріано Ческья (президент).
Роберто Вісентін, який пішов у 1990 році, щоб сформувати Лігу Північної Фріулі, повернувся до партії в 2012 році і мав очолити її на регіональних виборах 2013 року, в яких партія зрештою не брала участі. Під час виборів альтернативний Фріульський автономістський рух балотувався в списку «Відповідальна автономія».
У 2016 році МФ відзначив своє 50-річчя, під час якого його лідери натякнули на повернення на вибори під проводом Серджіо Чекотті.